# 初瀬ダム
初瀬ダム（はせダム）は、奈良県桜井市初瀬にある一級河川・大和川の上流部に建設された多目的ダム。奈良県によって建設された多目的ダムで、大和川の洪水調節、上水道用水の供給、河川維持用水を目的としている。堤高：55.0 m、堤頂長：212.5 m、堤体積：165,000 m3の重力式コンクリートダムである。
- 洪水調整 - 計画高水流量は、ダム流域における降水量が日雨量：209 mmのときに、基本高水流量が300 m3/sのうち、220 m3/sをダムに貯留させ、残りの80 m3/sを放流することにより、大和川下流域の洪水を防ぐ計画である[1]。
- 上水道用水 - 利水容量：80,000 m3のうち、日量：2500m3の取水が可能で、桜井市上水道水の水源となっている[1]。
- 河川維持用水 - 6月15日から9月15日の灌漑期に、日量最大：51,840 m3を放流し、その他期間は、日量：25，920m3を放流することで、下流既得用水、河川維持用水としている[1]。

## まほろば湖

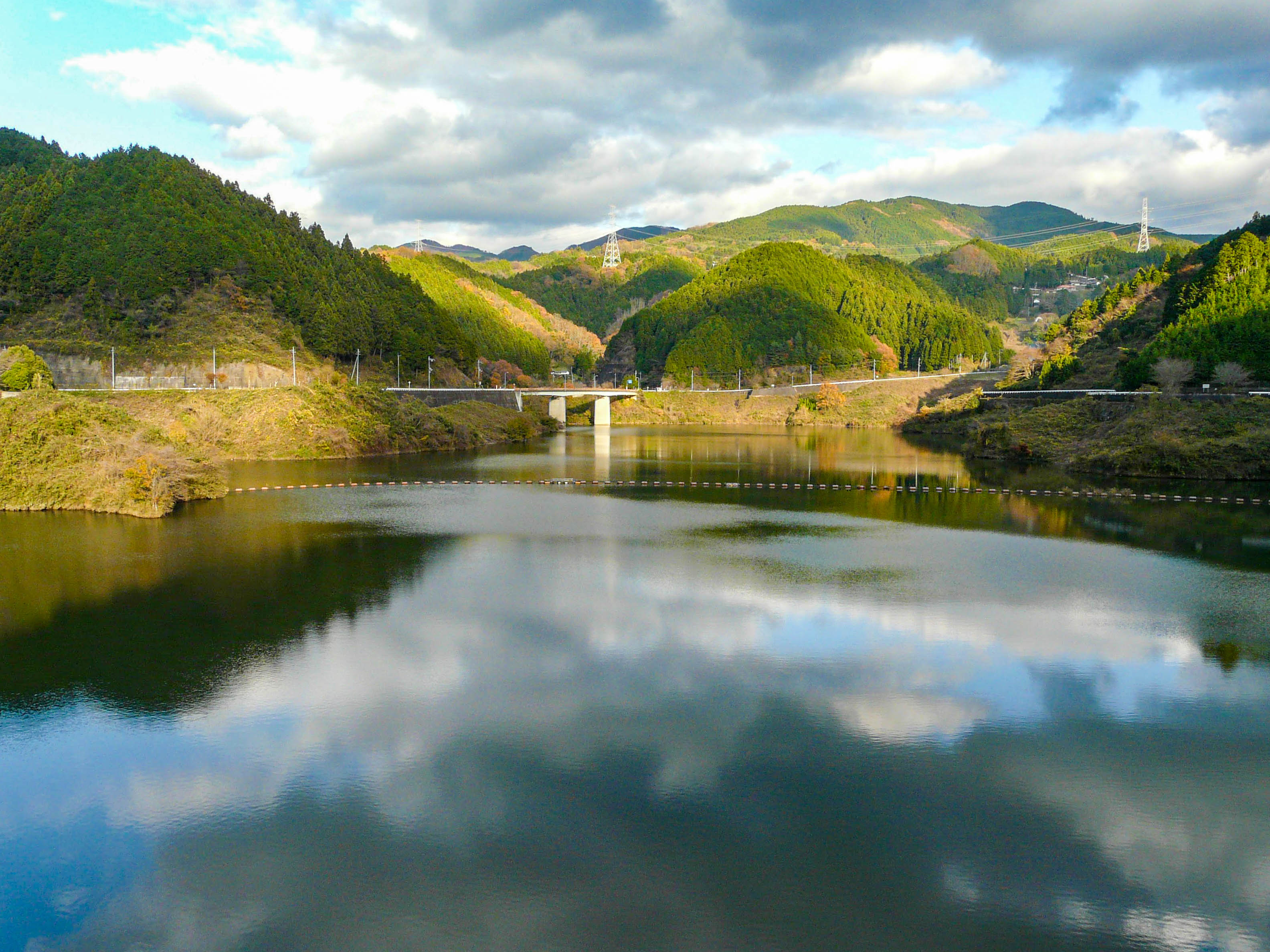
まほろば湖

ダム湖の名称は、1987年（昭和62年）に建設省（現・国土交通省）と林野庁の共催で、「森林やダム湖の持つ意義や重要性について国民の理解を得ること」を目的とし開催された「森と湖に親しむ旬間」（毎年7月21日から31日まで）を機に、1988年（昭和63年）に、地元の桜井市の小学校から名称を募集し「まほろば湖」が選定された。古事記の中で、倭建命が望郷歌として「倭（大和）は国の真秀（まほ）ろば　畳（たたな）づく青垣　山籠れる大和うるわし」と歌い、「まほろば」には「素晴らしいところ」という意味がある。
| 総貯水容量       | 4,390,000 m3 | サーチャージ水位 | 235.0 m    |
| 有効貯水容量     | 3,740,000 m3 | 常時満水位       | 221.6 m    |
| 洪水調節容量     | 2,390,000 m3 | 最低水位         | 209.7 m    |
| 河川維持用水容量 | 1,270,000 m3 | 計画洪水位       | 237.0 m    |
| 上水道用水容量   | 80,000 m3    | 堆砂容量         | 650,000 m3 |

## Gallery

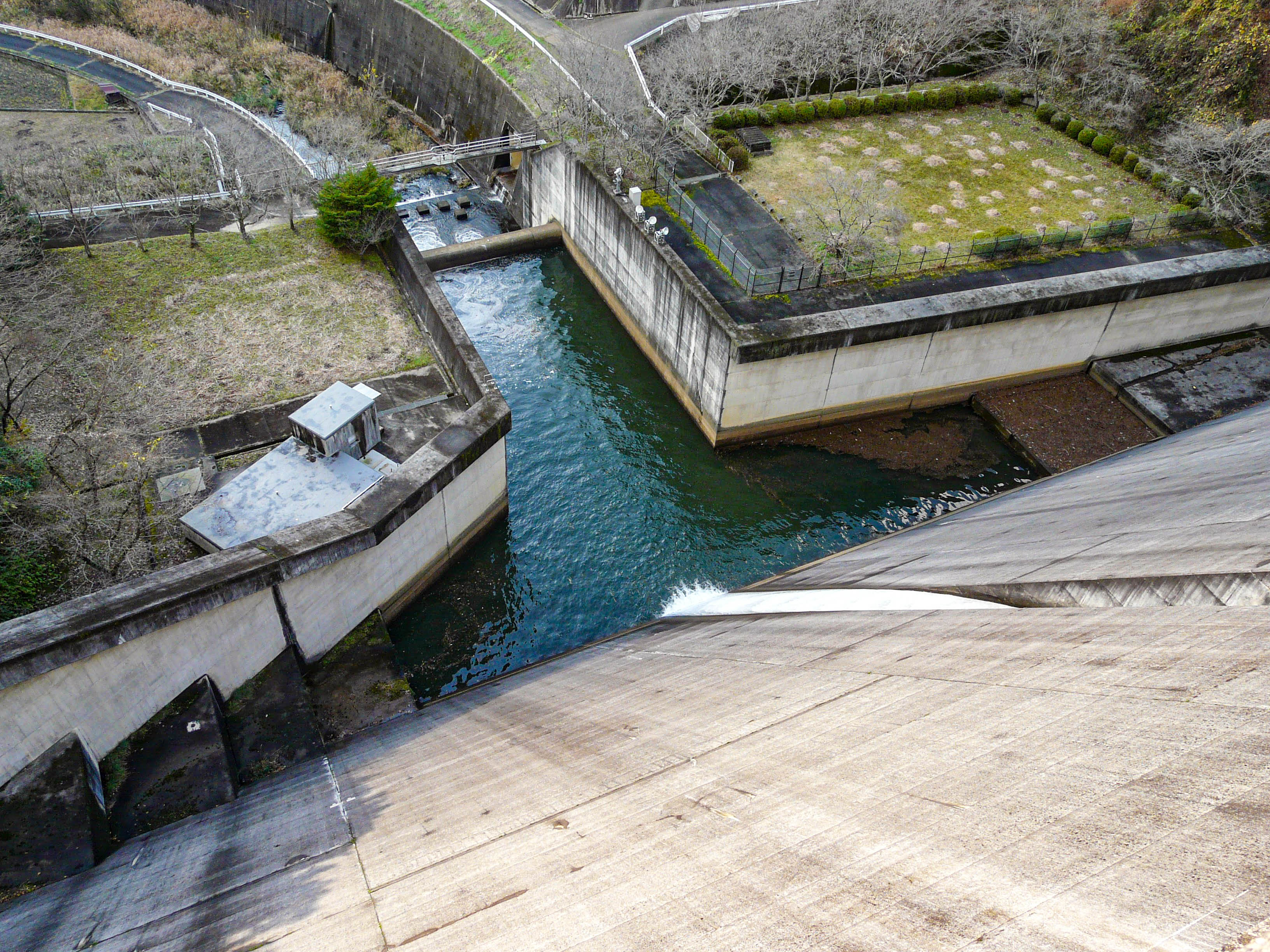
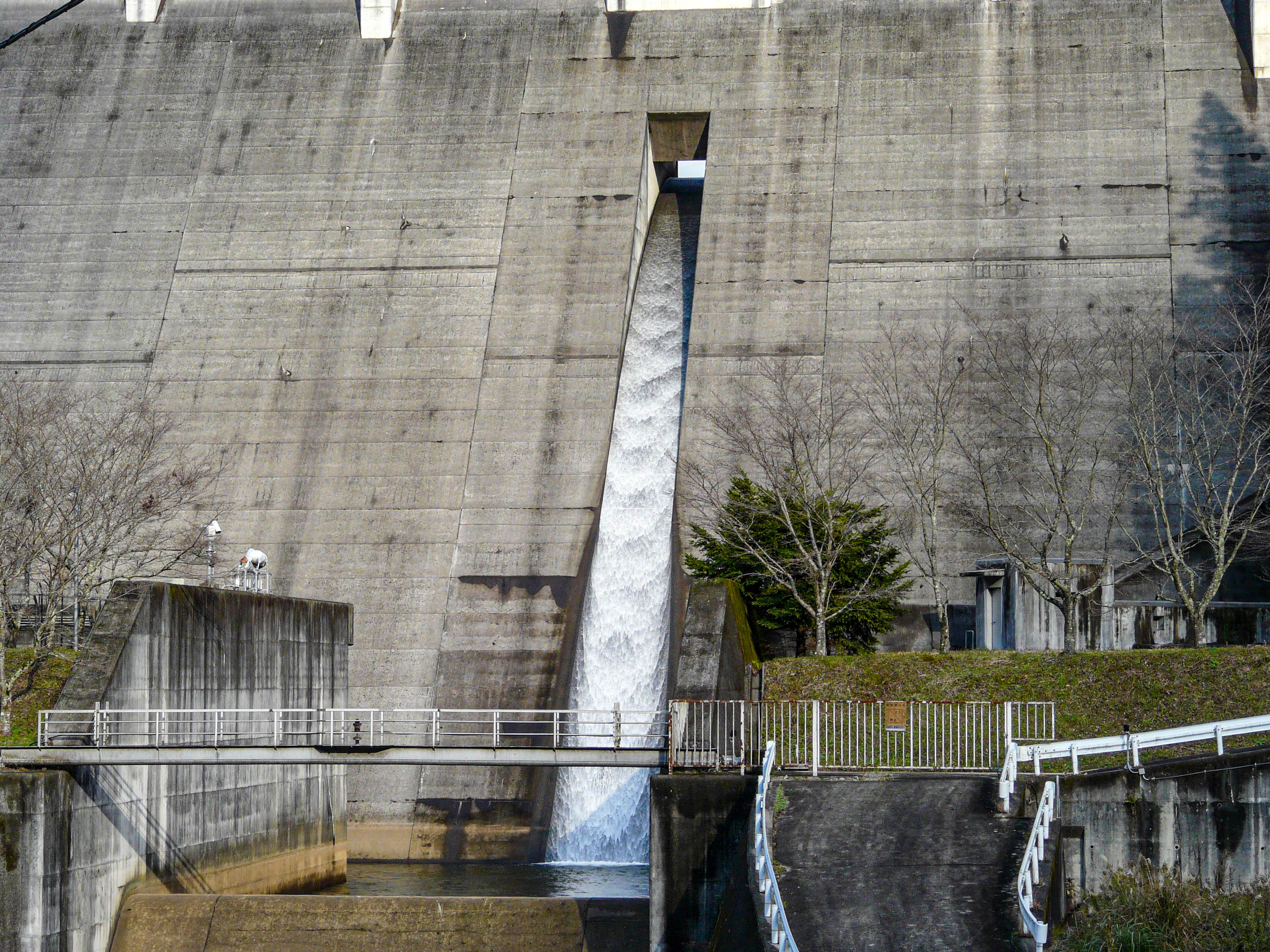
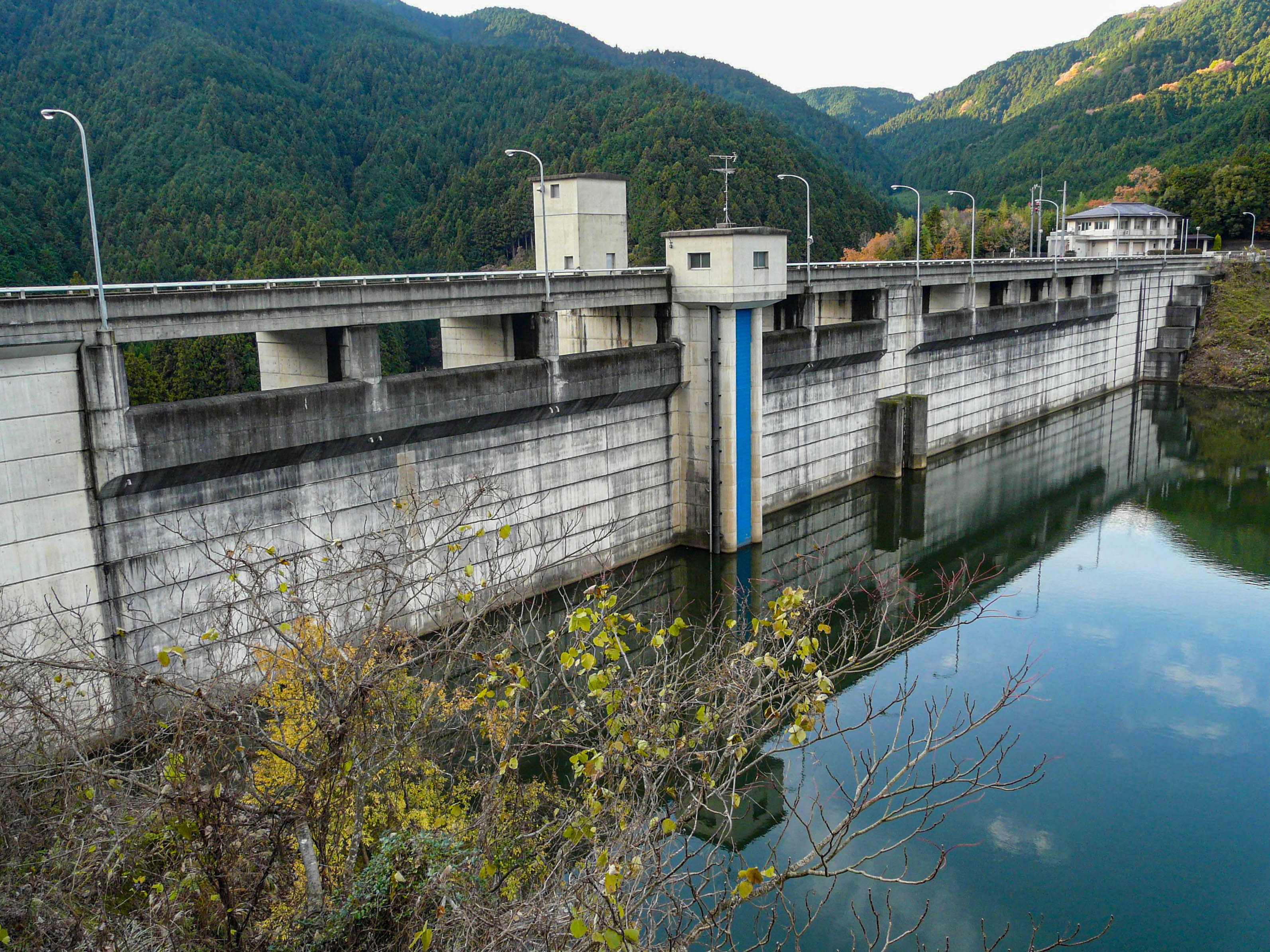
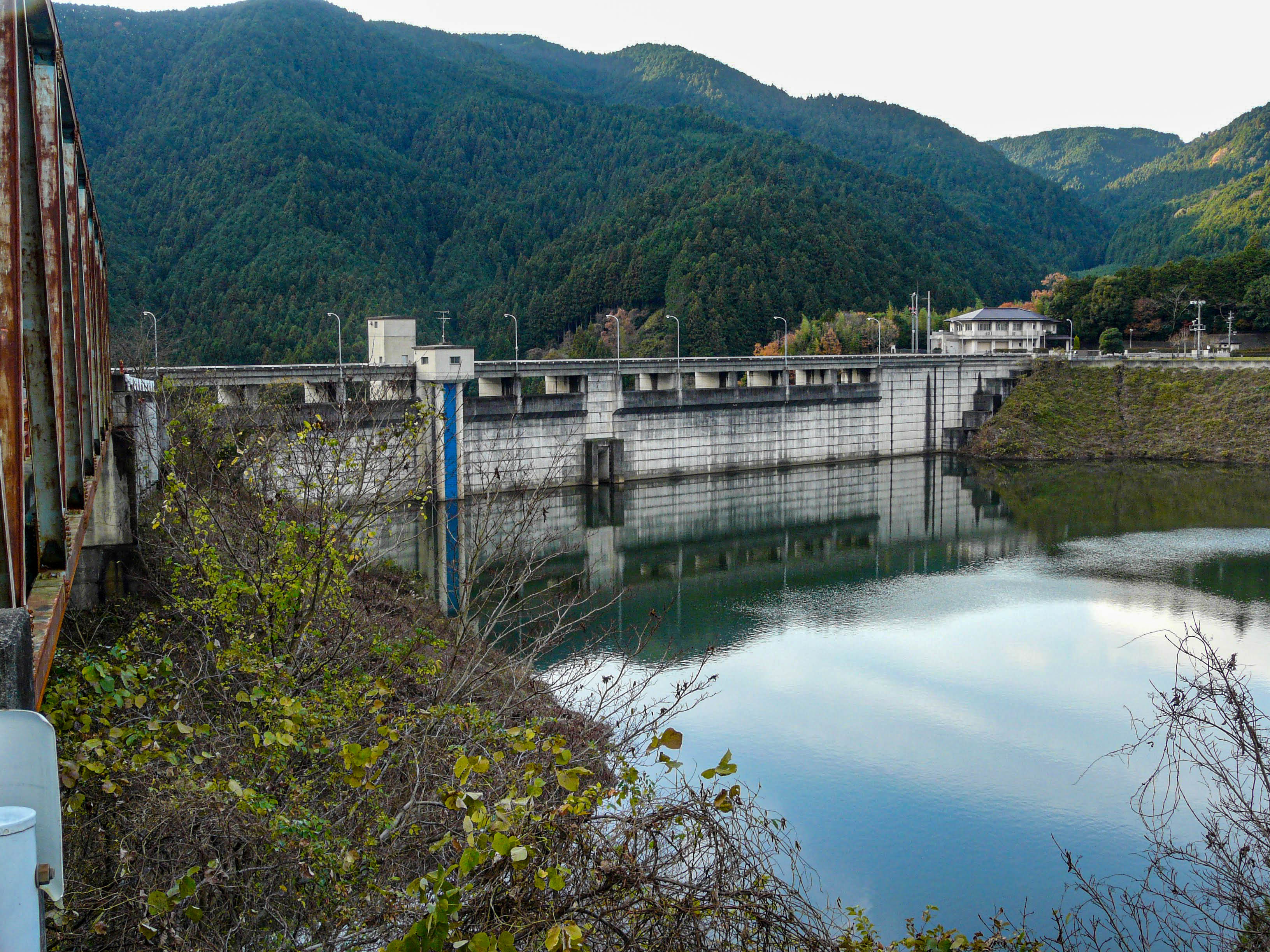